# Приморский (Балаганский район)
Приморский — посёлок в Балаганском районе Иркутской области России. Входит в состав Заславского сельского поселения. Находится на берегах реки Куда, примерно в 32 км к северо-северо-западу (NNW) от районного центра, посёлка Балаганск, на высоте 471 метра над уровнем моря.

## Население
В 2002 году численность населения посёлка составляла 10 человек (5 мужчин и 5 женщин). По данным переписи 2010 года, в посёлке проживало 4 человека (2 мужчины и 2 женщины).

## Улицы
Уличная сеть посёлка состоит из 3 улиц.